# 諏訪子

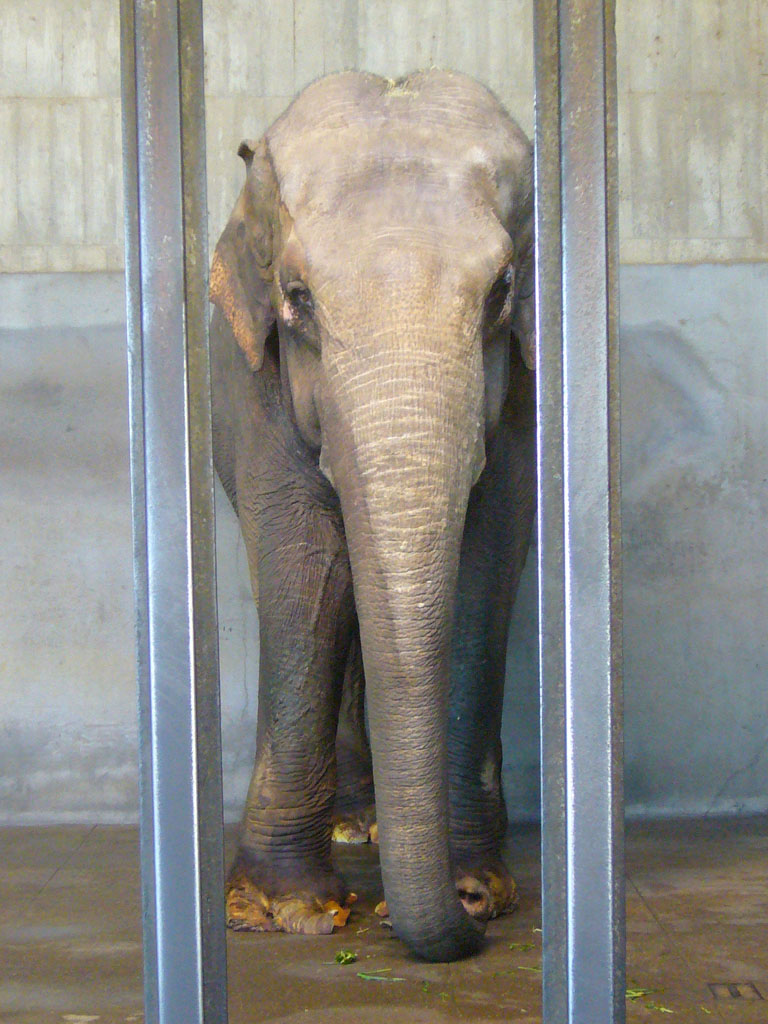
諏訪子（2006年3月11日）

諏訪子（すわこ、1943年 - 2008年4月10日）は、神戸市灘区の王子動物園で飼育されていたメスのアジアゾウである。2012年末まで、日本国内で飼育されていたゾウの長寿記録保持者として知られていた。

## 生涯
1950年9月28日、7歳のときに当時の神戸市立諏訪山動物園（王子動物園の前身）に迎えられた。このメスゾウには、諏訪山動物園にちなんで「諏訪子」という名前がつけられた。諏訪山動物園は、同年に開催された神戸産業博覧会の人気者だったメスのアジアゾウ「摩耶子」を飼育していた。諏訪子と摩耶子は、すぐに仲良しになったという。
諏訪子が諏訪山動物園に来園してから約半年後、神戸産業博覧会の跡地を利用して新たに王子動物園が開園した。諏訪子と摩耶子も他の動物たちと同様に王子動物園に引っ越すことが決まっていたが、トラックに載せることはできず、市街地を行進して引っ越すことになった。1951年3月21日、晴れ着をまとった諏訪子と摩耶子は、諏訪山動物園から約4キロメートルの距離にある王子動物園まで歩き始めた。普段は聞き分けの良い2頭は、いつもと違う様子になかなか歩き出そうとせず、ようやく出発した時にはすでに1時間が経過していた。沿道には、諏訪子と摩耶子の行進を見物しようと約20000人の市民が詰めかけた。しかし、諏訪子と摩耶子は市電に驚いて布引停留所（現在の新神戸駅付近）のあたりで暴れだし、消防隊が駆けつける騒ぎを起こしている。
その頃の王子動物園では地方巡業の収入を頼りにしていて、諏訪子と摩耶子にも芸が仕込まれた。巡業の依頼があったときは芸達者な摩耶子のみを貨物列車に乗せ、兵庫県内や近畿地方の他、中国や四国、北陸地方など各地を回って、王子動物園の園舎建設資金を集めていた。摩耶子はラッパ吹きの芸などを得意としたが、諏訪子は芸を覚えず、当時の神戸市の幹部から「役立たず」とまで言われていた。しかし過度な巡業が負担となって1956年8月27日、摩耶子は17歳で死亡した。「牛型結核」に感染したのが死因だった。その後動物園は諏訪子に芸を教え込むのを止めている。摩耶子の死後、カバ飼育舎の工事が遅れたためにカバの「出目男（初代）」とゾウの飼育舎で2ヶ月にわたって同居した経験がある。
1957年12月26日、岡山県の池田動物園から、諏訪子より5歳年下のアジアゾウのオス「太郎」が王子動物園に来園した。太郎は気性が激しく、1961年7月4日にはゾウ飼育舎の柵を壊して「脱走」する騒ぎを起こすなどしていたが、諏訪子との関係は良好だった。
1962年5月27日、太郎の成長を待って2頭の「結婚式」が行われた。太郎と諏訪子の前には、樽入りの黒砂糖水が置かれ、2頭は「三三九度」代わりにそろって樽の中身を飲み干した。「姉さん女房」となった諏訪子は、求愛する太郎を溝に突き落としたり、太郎の餌を横取りするなどしていたが、夫婦仲は結婚前と変わらずよかった。太郎と諏訪子は何度か交尾を確認されていたが子供は生まれず、1994年1月23日に太郎が先立つと諏訪子はあまり飼育舎の外に出なくなった。
1995年に発生した阪神・淡路大震災では、動物の飼育舎に大きな被害はなく、太郎の「脱走」事件後に神戸市電のレールを再利用して作った鉄柵の頑丈さも幸いして、諏訪子に怪我はなかった。しかし余震に怯え、悲鳴は近隣に響きわたるほどだった。この大震災以来、諏訪子は飼育舎から出ることを怖がるようになった。
震災発生から約2か月が過ぎた1995年3月24日、スイスからオスのアジアゾウ「マック」が王子動物園に来園した。1996年9月6日には神戸市の姉妹都市であるラトビアのリガからメスのアジアゾウ「ズゼ」も来園した。諏訪子は若い2頭に運動場を譲るかのように飼育舎内で殆どの時間を過ごすようになっていたが、来園者が声をかけると、長い鼻を動かして応答していた。
飼育舎から出なくなった諏訪子に、1つの問題が発生した。運動場で穴掘りをしなくなったために、足の爪が伸び放題になり歩行に支障が出始めていたのである。担当の飼育員たちは掃除用の竹ぼうきにのこぎりの刃を仕込んだ特製の「爪切り」を作成し、飼育舎の清掃のときに少しずつ諏訪子の爪を切っていった。切り落とした爪の長さは、20センチ以上もあった。前脚全部の爪を整え終わるのには、約1か月を要している。
諏訪子は、王子動物園の開園当時から生きている唯一の動物で、歴代の担当飼育員は20人を超えていた。2003年の敬老の日、60歳になった諏訪子のために還暦のお祝い会が開催された。優しい性格の諏訪子は多くの人々に親しまれ、長寿の動物を祝う敬老の日のイベントでは、訪れた子供たちの手から長い鼻を使ってバナナやリンゴを受け取って、子供たちを喜ばせていた。同年9月20日に、諏訪子は「国内最長寿動物」として財団法人日本動物愛護協会から表彰を受けている。
諏訪子の体重は4トンに及び、約100キロの餌を平らげていた。しかし2008年の初め頃から、起き上がるのが難しくなり始め床ずれができ、食事も摂れなくなった。4月7日からは寝たきりの状態になり、4月10日午前5時50分に飼育員が見守る中、静かに息を引き取った。人間でいうと、100歳を超える長寿だった。王子動物園は4月19日に「お別れ会」を開き、沢山の来園者がこのゾウの死を悼んだ。死因はガンだった。
諏訪子は、神戸市灘区の「灘百選」に選ばれていた。諏訪子のいなくなったゾウの飼育舎のそばには、灘区役所による記念碑が建てられている。現在、諏訪子の骨は東京大学総合研究博物館に保管されている。